# Postdoctorale opleiding
Een postdoctorale opleiding is een opleiding die enkel toegankelijk is voor afgestudeerden die een masterdiploma (vroeger doctoraalexamen) aan een universiteit hebben behaald. Hoewel de naam anders doet vermoeden, hoeft iemand dus geen doctor te zijn.
Als deze opleiding weer tot een mastertitel leidt, spreekt de Nederlandse wet van postinitiële masteropleiding in het wetenschappelijk onderwijs. Een soortgelijke opleiding wordt in Vlaanderen aangeduid als ManaMa.

## Nederland
Een postdoctorale opleiding duurt doorgaans één of twee jaar. Het kan een verdere specialisatie in het eigen vakgebied zijn, maar ook een beroepsgerichte opleiding, zoals de universitaire lerarenopleiding of de opleiding tot registeraccountant.

## Vlaanderen
In Vlaanderen wordt voor een postinitiële masteropleiding de nieuwe benaming ManaMa (master na master) gehanteerd. Zo zijn alle medische specialisaties en ook de opleiding tot huisarts ManaMa's.

## Bolognahervorming
De term postdoctorale opleiding is ingevoerd bij de Bolognahervorming. Een vergelijkbare opleiding werd tevoren aangeduid als een aanvullende licentie of een postgraduaat, hoewel de officiële benaming Voortgezette Academische Opleiding en Aanvullende Academische Opleiding was.

## Begripsverwarring
- De term postdoctorale opleiding dient niet verward te worden met de postdoc: dit is een tijdelijke aanstelling voor een onderzoeker, veelal pas nadat deze de doctorstitel heeft behaald.
- Daarnaast zijn er verscheidene opleidingen in Nederland die weliswaar aan de definitie voldoen, maar doorgaans geen postdoctorale opleiding worden genoemd, zoals medische specialisaties en de opleiding tot wetenschappelijk onderzoeker.